# Параметричне програмування
Параметричне програмування (англ. Parametric Programming) – це розділ математичного програмування, пов'язаний із дослідженням оптимальних розв'язків на стійкість щодо зміни вихідних даних. Розроблене паралельно аналізу чутливості, параметричне програмування вперше було згадане в дисертації 1952 року. Параметричне програмування пов'язане з прогнозною моделлю контролю, створення якої у 2000 році сприяло підвищенню інтересу до даної теми.

## Предмет параметричного програмування
Загальна задача лінійного програмування 
{\displaystyle L=\sum _{j=1}^{n}c_{j}x_{j}\rightarrow \min ;}
 {\displaystyle \sum _{j=1}^{n}a_{ij}x_{j}=b_{i}\qquad {\bigl (}i={\overline {1,m}}{\bigr )};}
{\displaystyle x_{j}\geqslant 0\qquad {\bigl (}j={\overline {1,n}}{\bigr )}}
містить сталі величини: коефіцієнти {\displaystyle c_{j}}, {\displaystyle a_{ij}} і вільні члени {\displaystyle b_{i}\,{\bigl (}i={\overline {1,m}};\,j={\overline {1,n}}{\bigr )}}.  З одного боку, у практичних ситуаціях ці величини змінюються, з іншого, знайшовши оптимальний план деякої задачі за фіксованих значень {\displaystyle a_{ij}}, {\displaystyle b_{i}},{\displaystyle \,c_{j}}, потрібно знати, в яких допустимих межах їх можна змінювати, щоб план залишався оптимальним.
Тому виникає необхідність досліджень поведінки оптимального розв'язку задачі лінійного програмування при зміні її коефіцієнтів і вільних членів. Ці дослідження складають предмет параметричного програмування.

## Економічна інтерпретація задач параметричного програмування
Параметричне програмування виникло у зв'язку з вирішенням завдань планування виробництва і є основою оптимального планування різних економічних процесів.
Якщо величини {\displaystyle c_{j}} змінні, то це можна пов'язати з коливаннями цін на товар, із змінами витрат на виробництво та змінами прибутку за одиницю продукту. Якщо змінюються величини {\displaystyle b_{i}}, то це пов'язано з коливаннями обсягу ресурсів на підприємствах, динамікою постачання сировини, зміною рівня запасів тощо.
Тому практична цінність параметричного програмування полягає в аналізі оптимальних планів у випадку зміни вихідних даних.

## Найпростіші задачі
Задача, в якій коефіцієнти цільової функції лінійно залежать від параметра {\displaystyle t}, може бути подана у вигляді 
{\displaystyle L=\sum _{j=1}^{n}{\bigl (}c_{j}'+c_{j}''t{\bigr )}x_{j}\rightarrow \min ;}
 {\displaystyle \sum _{j=1}^{n}a_{ij}x_{j}=b_{i}\qquad {\bigl (}i={\overline {1,m}}{\bigr )};}
{\displaystyle x_{j}\geqslant 0\qquad {\bigl (}j={\overline {1,n}}{\bigr )},}
де {\displaystyle c_{j}'}, {\displaystyle c_{j}''}, {\displaystyle a_{ij}}, {\displaystyle b_{i}} — сталі величини, а {\displaystyle t} змінюється в деяких межах.
Якщо від параметра {\displaystyle t} лінійно залежать вільні члени системи обмежень, то задачу параметричного програмування можна записати у вигляді 
{\displaystyle L=\sum _{j=1}^{n}c_{j}x_{j}\rightarrow \min ;}
 {\displaystyle \sum _{j=1}^{n}a_{ij}x_{j}=b_{i}'+b_{i}''t\qquad {\bigl (}i={\overline {1,m}}{\bigr )};}
{\displaystyle x_{j}\geqslant 0\qquad {\bigl (}j={\overline {1,n}}{\bigr )}.}
Тут {\displaystyle \,c_{j}}, {\displaystyle a_{ij}}, {\displaystyle b_{i}'}, {\displaystyle b_{i}''} — сталі, а {\displaystyle t} змінюється в певних межах.
Розв'язки сформульованих задач можна знайти симплексним методом. Під час розв'язування потрібно визначити проміжки значень параметра, для яких існують оптимальні плани.

## Інші задачі
У деяких задачах параметричного програмування від параметра {\displaystyle t} лінійно залежать як коефіцієнти цільової функції, так і вільні члени системи обмежень:
{\displaystyle L=\sum _{j=1}^{n}{\bigl (}c_{j}'+c_{j}''t{\bigr )}x_{j}\rightarrow \min ;}
{\displaystyle \sum _{j=1}^{n}a_{ij}x_{j}=b_{i}'+b_{i}''t\qquad {\bigl (}i={\overline {1,m}}{\bigr )};}
{\displaystyle x_{j}\geqslant 0\qquad {\bigl (}j={\overline {1,n}}{\bigr )}.}
Тут {\displaystyle c_{j}'}, {\displaystyle c_{j}''}, {\displaystyle a_{ij}}, {\displaystyle b_{i}'}, {\displaystyle b_{i}''} — сталі величини, а {\displaystyle t} змінюється в деяких межах.
Узагальненням задач параметричного програмування є задача, в якій від параметра {\displaystyle t} лінійно залежать коефіцієнти {\displaystyle c_{j}}, {\displaystyle a_{ij}} і вільні члени {\displaystyle b_{i}}. Її можна подати у вигляді
{\displaystyle L=\sum _{j=1}^{n}{\bigl (}c_{j}'+c_{j}''t{\bigr )}x_{j}\rightarrow \min ;}
{\displaystyle \sum _{j=1}^{n}{\bigl (}a_{ij}'+a_{ij}''t{\bigr )}a_{ij}x_{j}=b_{i}'+b_{i}''t\qquad {\bigl (}i={\overline {1,m}}{\bigr )};}
{\displaystyle x_{j}\geqslant 0\qquad {\bigl (}j={\overline {1,n}}{\bigr )},}
де {\displaystyle c_{j}'}, {\displaystyle c_{j}''}, {\displaystyle a_{ij}'}, {\displaystyle a_{ij}''}, {\displaystyle b_{i}'}, {\displaystyle b_{i}''} — сталі, а {\displaystyle t} змінюється в певних межах.
Загального підходу до розв'язування цієї задачі поки що не розроблено, її розв'язки знайдені тільки для окремих випадків.

## Використані джерела
- Бех О.В., Городня Т.А., Щербак А.Ф. Математичне програмування. – Львів: “Магнолія 2006”, 2007. – 200 с.
- Іє О.М. Дослідження операцій. – Луганськ: Вид-во ДЗ  “ЛНУ  імені Тараса Шевченка”, 2011. – 128 с.
- Кузнецов Ю.Н., Кузубов В.И., Волощенко А.Б. Математическое программирование. – М.: Высш. школа, 1980. – 300 с.